# Verwaltungsgemeinschaft Holzland
Die Verwaltungsgemeinschaft Holzland lag im thüringischen Saale-Holzland-Kreis. Sie wurde nach dem Holzland benannt.

## Gemeinden
- Albersdorf
- Bad Klosterlausnitz
- Bobeck
- Scheiditz
- Schlöben
- Schöngleina
- Serba
- Tautenhain
- Waldeck
- Weißenborn

## Geschichte
Die Verwaltungsgemeinschaft wurde am 18. Juni 1992 gegründet. Die Auflösung erfolgte am 29. Juni 1999. Mit Wirkung zum 30. Juni 1999 wurde Bad Klosterlausnitz erfüllende Gemeinde für die anderen neun Mitgliedsgemeinden, wodurch die Verwaltungsgemeinschaft aufgelöst wurde.